# La Nativité (Botticelli, Florence)
Ne doit pas être confondu avec La Nativité (Botticelli, Boston).
La Nativité (plus précisément en italien : Adorazione del Bambino) est une fresque de Sandro Botticelli, datée vers 1476-1477. 
Elle orne le tympan de l'envers de la façade de l'église Santa Maria Novella à Florence.

## Historique
Cette fresque au format demi-lune est généralement associée à 'L'Adoration des mages, dont elle devait être le couronnement, commissionnée par Gaspare di Zanobi del Lama et destinée à servir de retable pour sa chapelle familiale dans l'église Santa Maria Novella, dédiée à l'Épiphanie car Gaspare, le prénom du commanditaire est, selon la tradition populaire, également le nom attribué à l'un des rois mages.
Au XIXe siècle, la fresque est détachée de son emplacement d'origine et placée dans le tympan de l'envers de la façade de l'église.

## Attribution
D'amples repeints, en assombrissant la fresque, n'en permettaient ni une lecture, ni une attribution objectives. Après une restauration effectuée en 1982 et l'élimination de ces repeints, les historiens d'art l'ont reconnue de la main de Botticelli.

## Thème
La scène, comme beaucoup de Nativités et scènes annexes d'Adoration de Jésus nouveau-né de l'iconographie chrétienne, est située dans une étable avec le bœuf et l'âne.

## Description

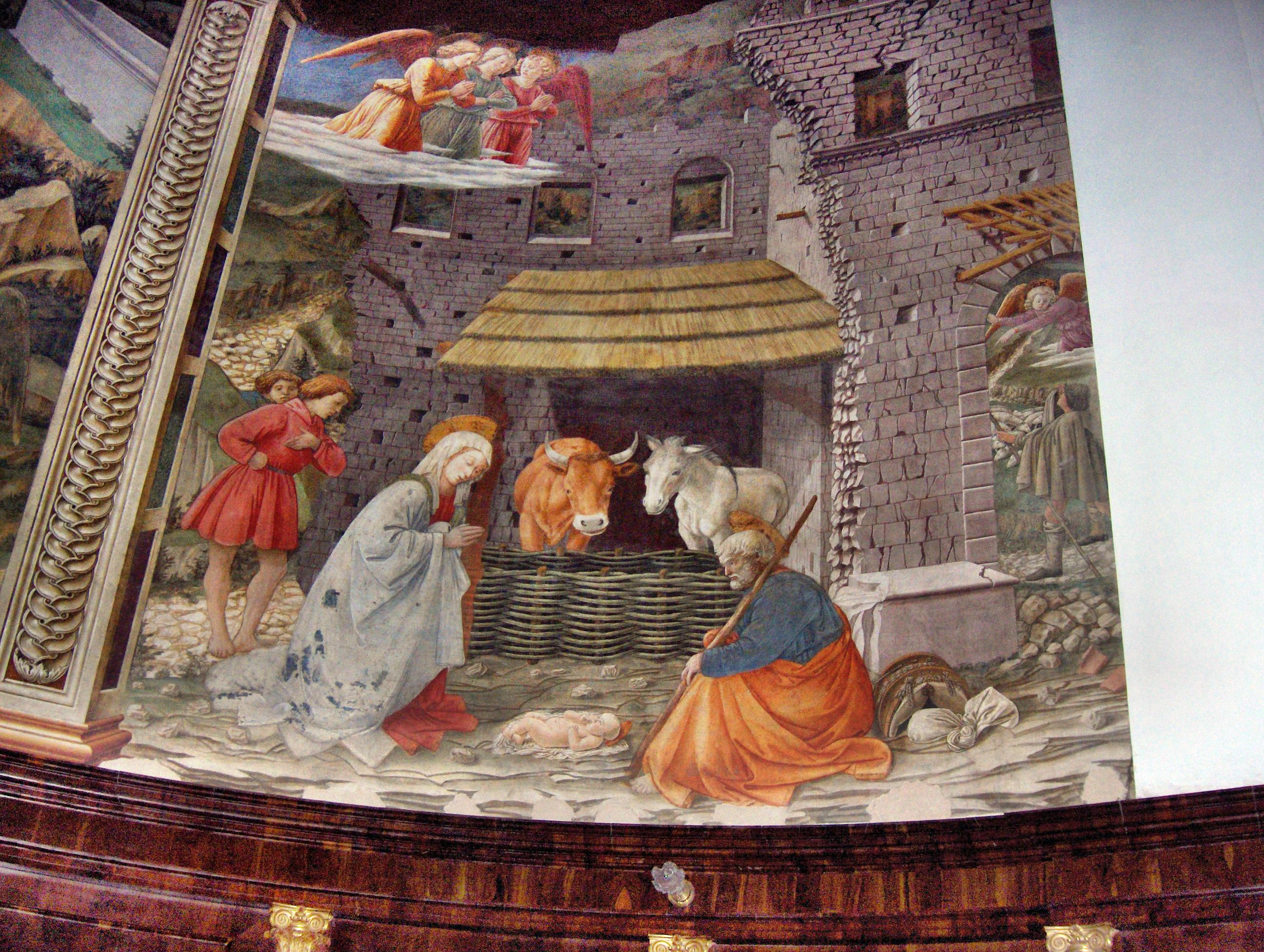
La Nativité, de Fra Filippo Lippi, Duomo de Spolète.

Botticelli s'inspire manifestement de Fra Filippo Lippi et de la mise en page de sa fresque sur le même sujet, peinte pour le duomo de Spolète. 
L'Enfant Jésus, le torse nu, est assis sur une couverture posée à même le sol, le dos appuyé contre une pierre équarrie ; il lève les bras vers sa mère avec qui il échange un regard intense. La Vierge Marie est agenouillée à la droite de l'Enfant, les mains jointes, en adoration devant lui. Joseph assis, la tête appuyée sur sa main droite et l'air distrait, occupe le côté opposé.
Derrière eux, par une ouverture pratiquée dans l'édifice en arrière-plan, l'âne et le bœuf sortent leur tête.

## Analyse
Les couleurs des vêtements de Marie symbolisent, respectivement, par le bleu de son manteau, le signe de la royauté céleste et par le rouge de sa robe, le sang versé par le Christ et sa Passion.
À gauche de la composition, l'irruption impétueuse du jeune saint Jean Baptiste trouble l'harmonie de la scène et la douce intimité familiale.

## Sources bibliographiques
- (it) Bruno Santi, Botticelli, in I protagonisti dell'arte italiana : Piero della Francesca, Botticelli, Leonardo, Michelangelo, Raffaello, Tiziano, Caravaggio, Canaletto e i Vedutisti, Antella, Scala Group, 2001, 638 p. (ISBN 978-88-8117-091-3).
- Chiara Basta et Carlo Bo (introduction) (trad. Odile Menegaux), Botticelli : Sa vie, son art. Les chefs-d'œuvre, Paris, Flammarion, 2005, 189 p. (ISBN 978-2-08-011433-4), p. 104.